# Færder nationalpark
Færder nationalpark (norska Færder nasjonalpark) är en nationalpark i Færders kommun, Vestfold fylke i södra Norge, vid (och i) den yttre delen av Oslofjorden. Den har fått sitt namn av Færder fyr. 
Nationalparken grundades 2013. Den har en yta på 340 km², varav 325 km² är vattenyta.
Området består av en skärgård med slipade hällar och ett undervattenslandskap med olika naturtyper såsom ålgräsängar och marin skog med en varierad topografi. Längs stränderna finns furuskog, sumpskog och ädellövskog. Flera hotade arter såsom korskovall, jättestarr och ostron finns inom området.

## Galleri

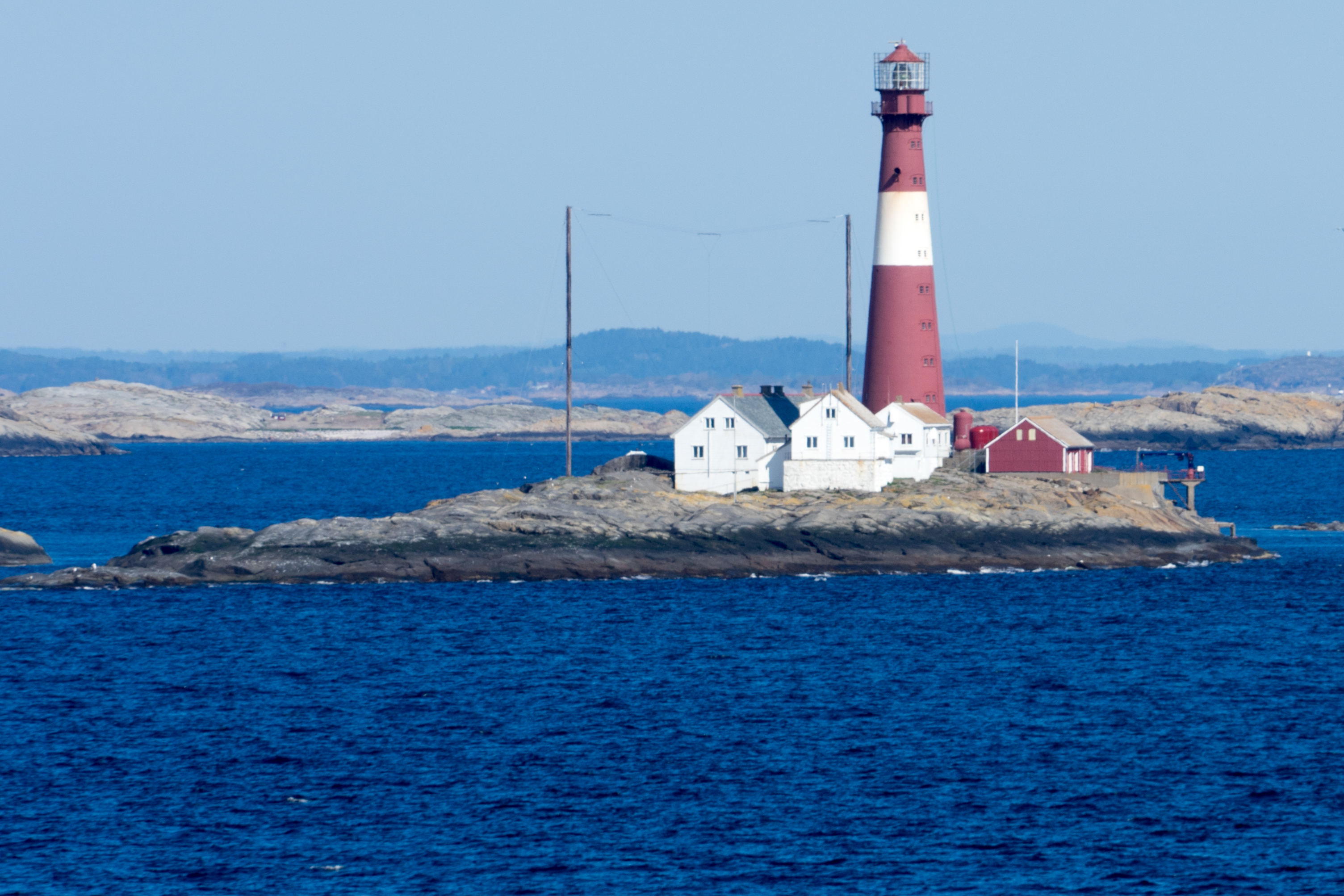
Færder fyr.
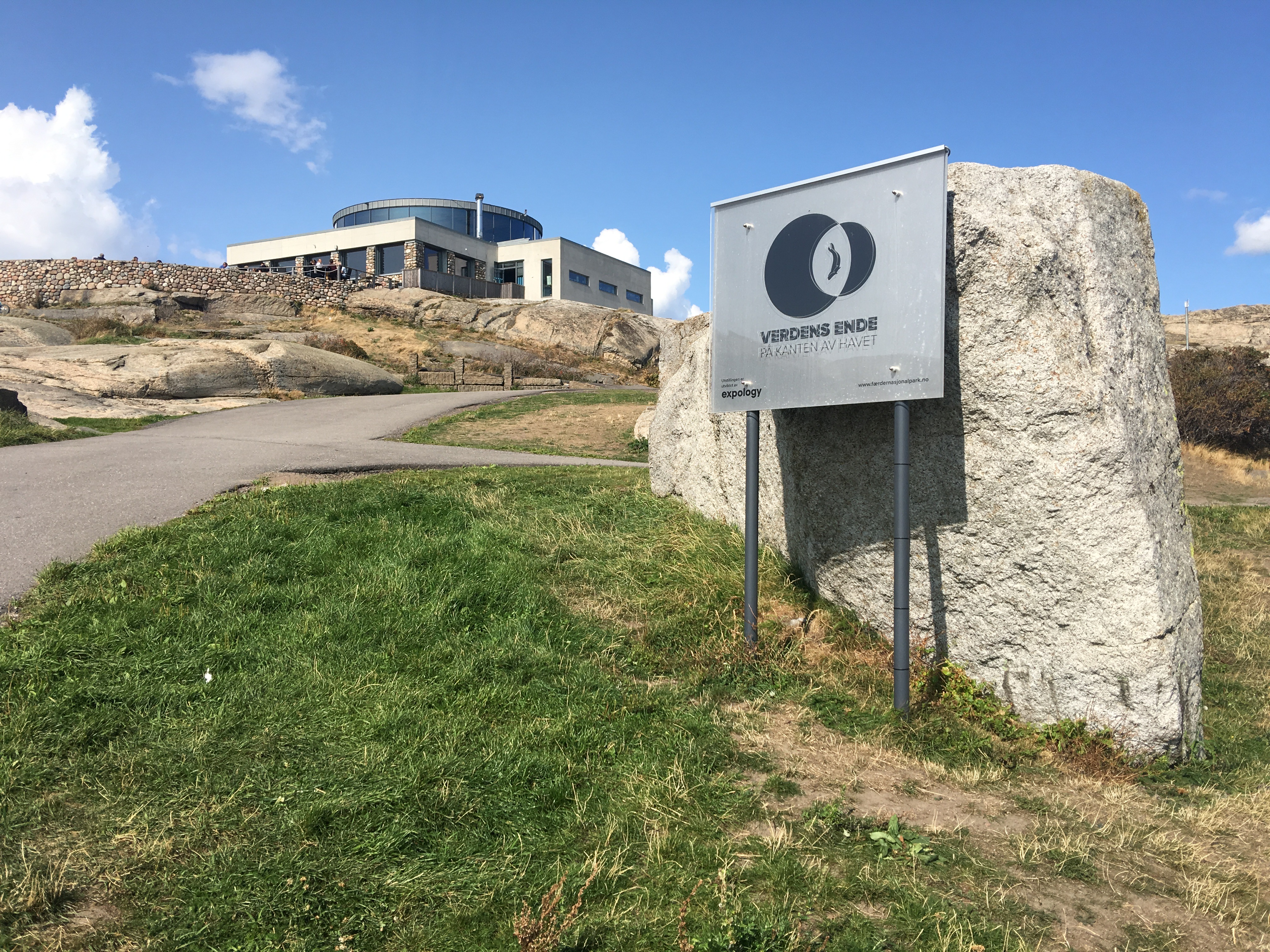
Besökscentrum vid ingången till nationalparken.
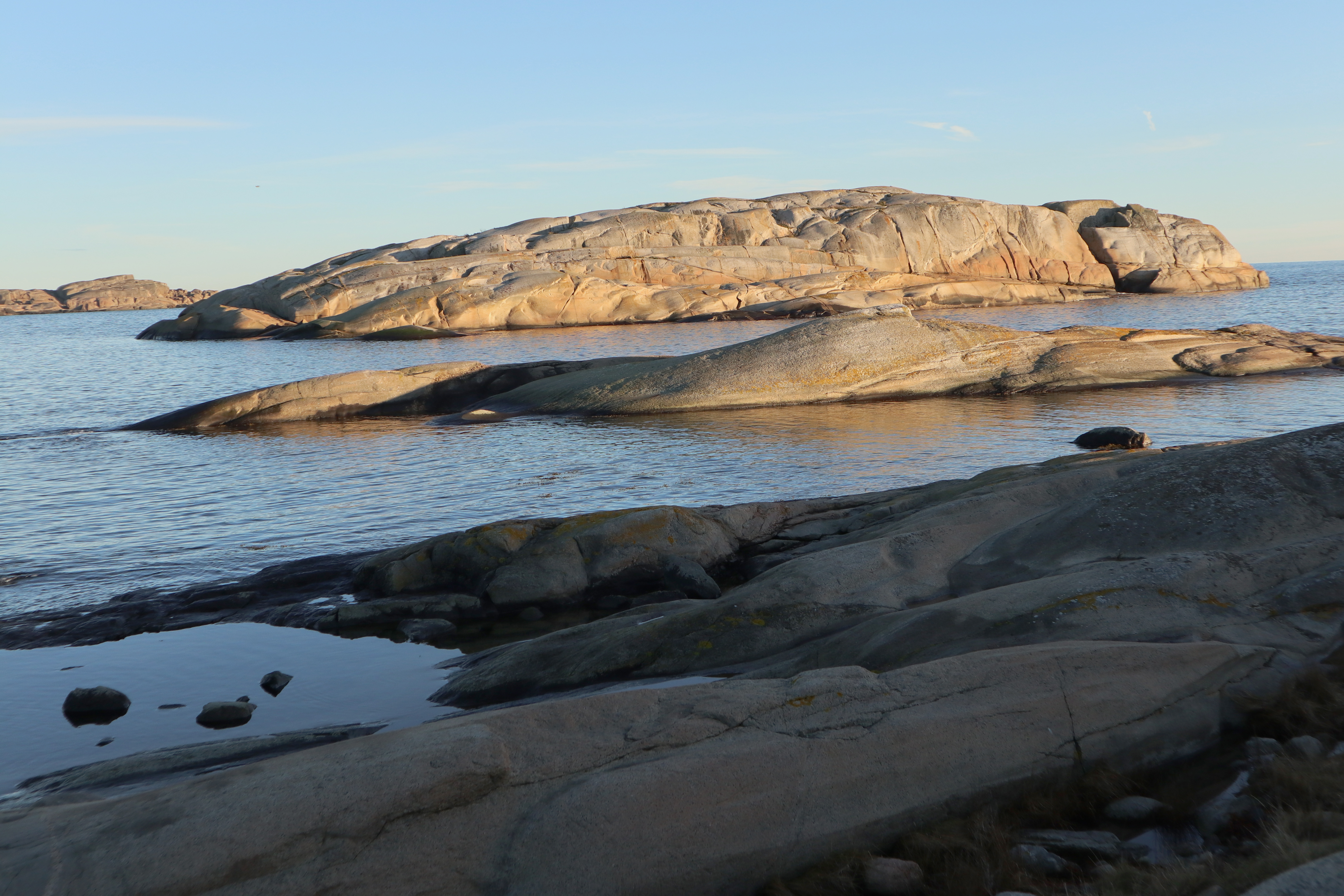
Vid Verdens ende.
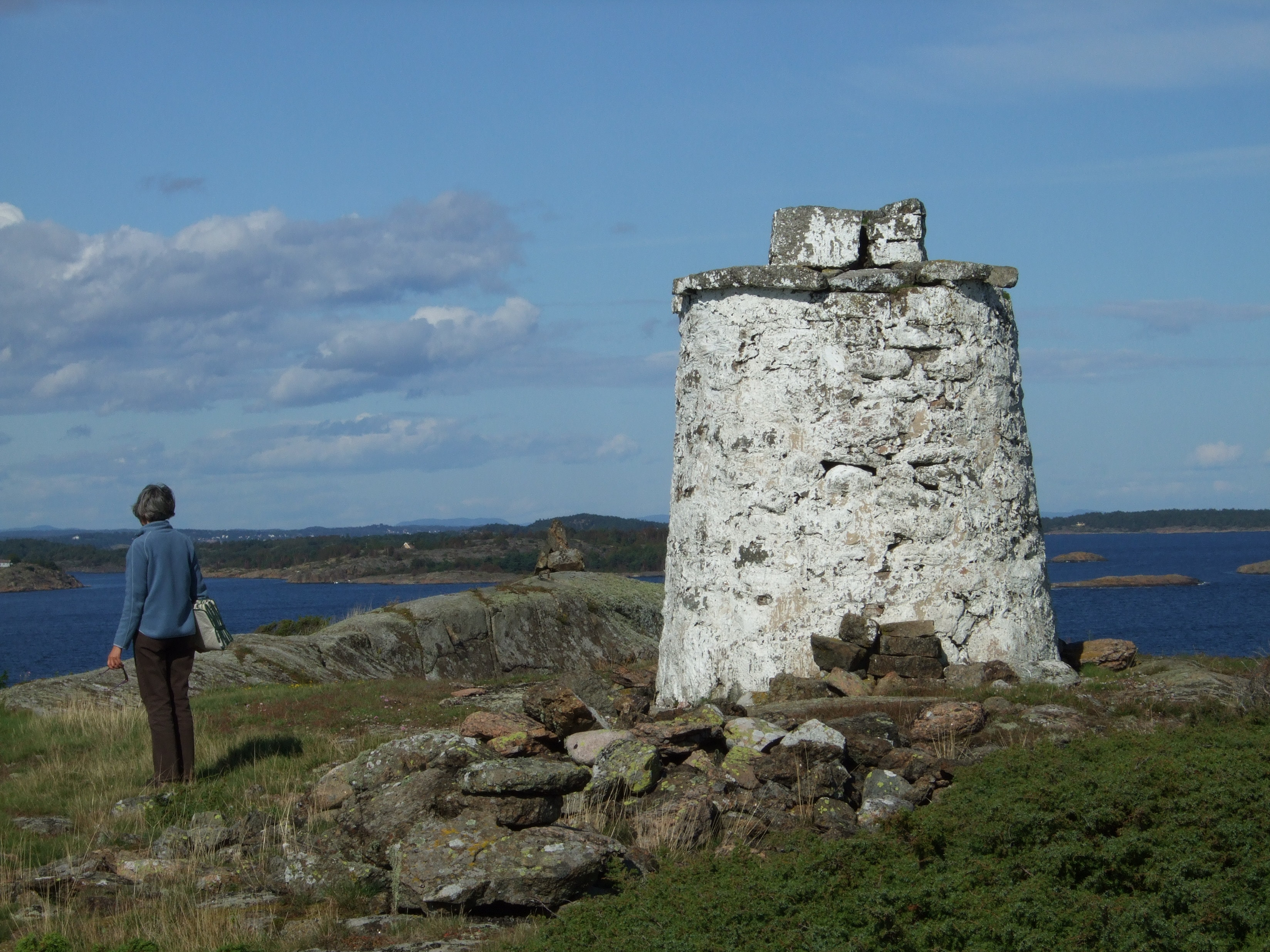
Varde på Leistein.
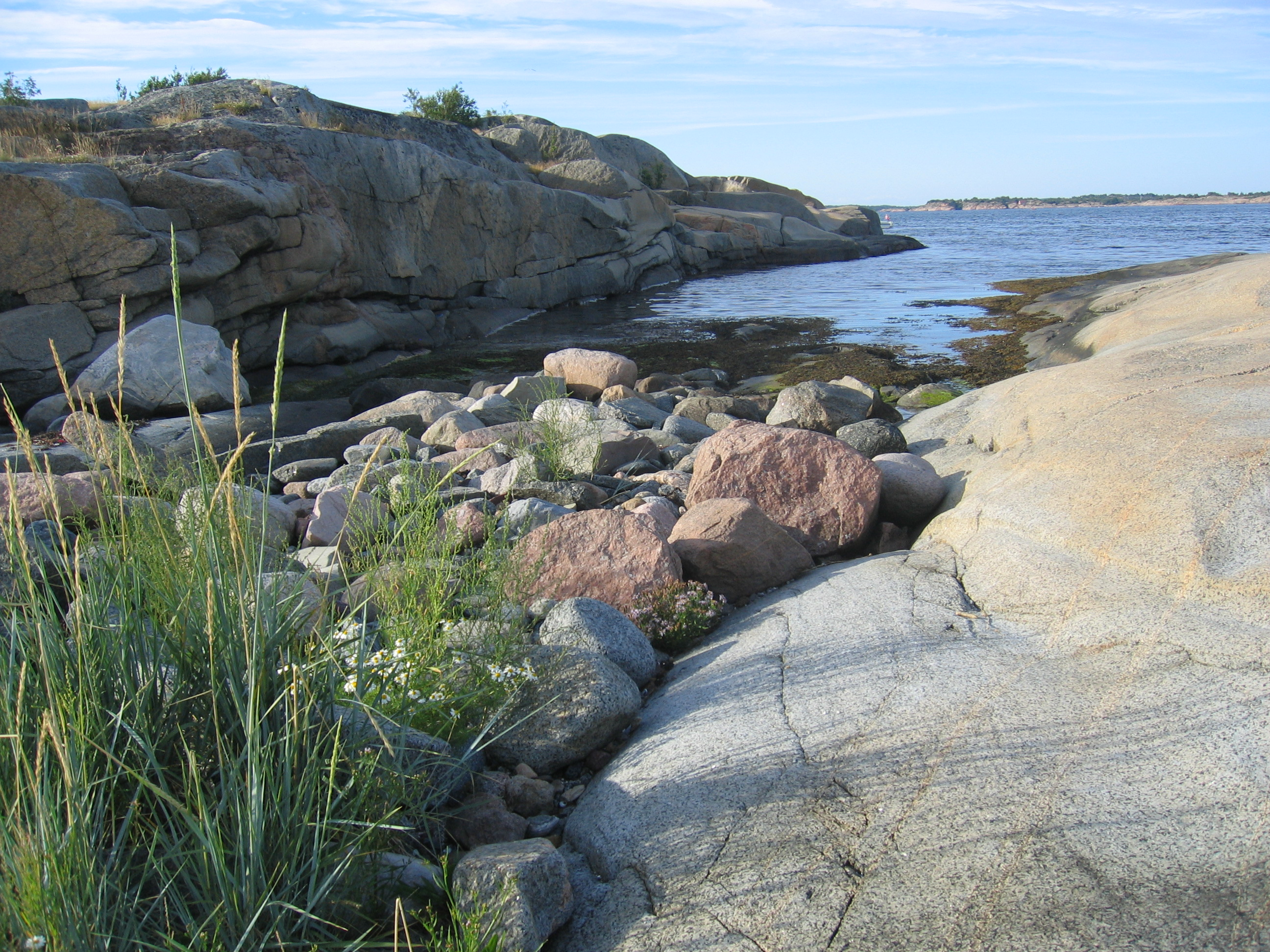
Mostein.